# Torreta

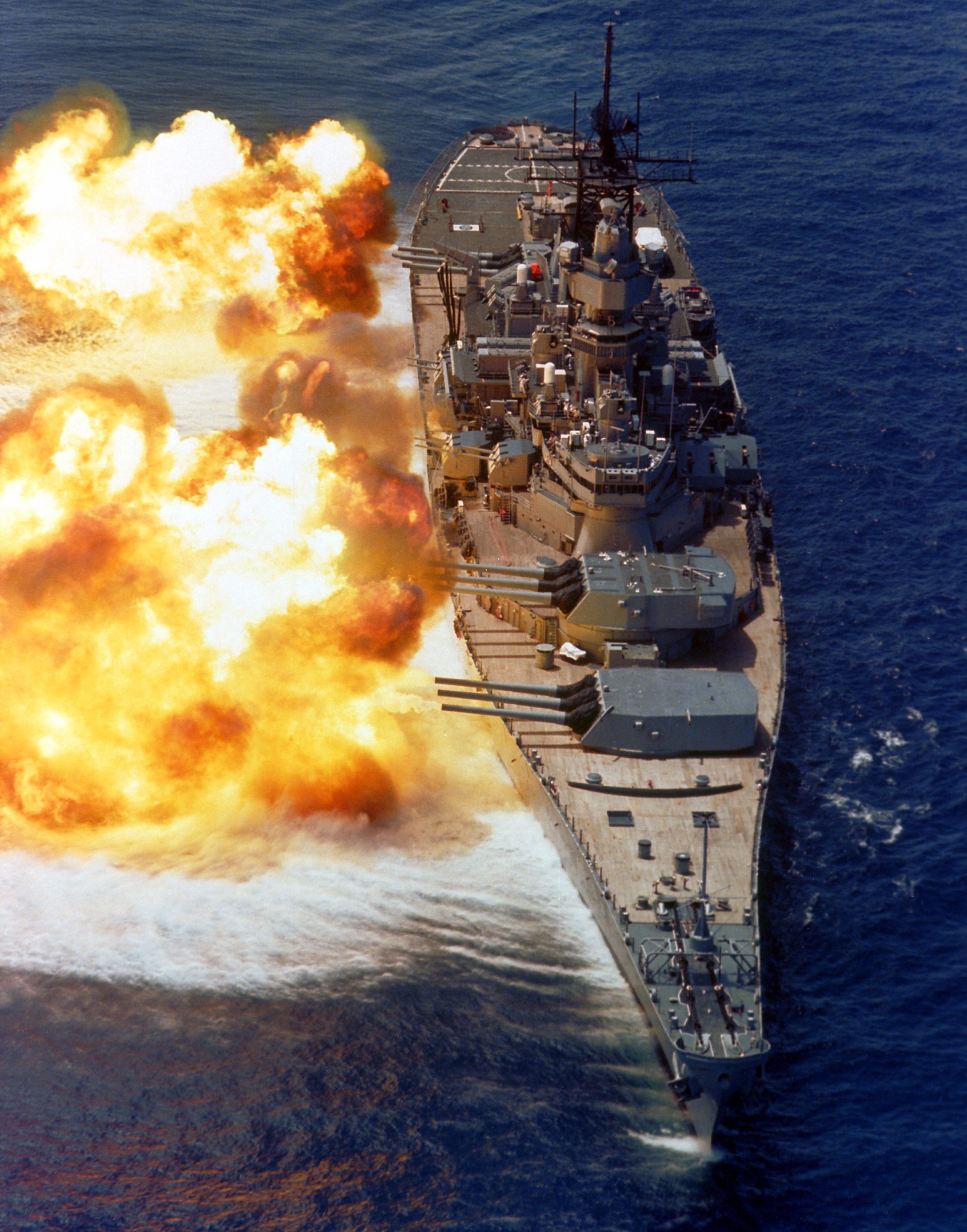
El USS Iowa, disparant una andanada amb els canons de 16 "(406 mm) de les seves torretes principals.

Una  torreta  és un suport per a armes de foc amb blindatge que protegeix la tripulació i els mecanismes de l'arma i alhora permet encarar i disparar a múltiples direccions.
Una torreta és usualment una plataforma rotativa que pot ser muntada en un edifici fortificat o estructura com ara bateries de costa, o sobre un tanc, vaixell de guerra, o avió.
Les torretes poden armar-se amb una o més metralladores, canons automàtics, canons o llançamíssils. Pot ser tripulada o de control remot i sovint està blindada. Una torreta més petita ubicada sobre d'una altra més gran és anomenada cúpula. També es diu cúpula a les torretes que no porten armes però si mecanismes de visió, com en el cas de les emprades pels comandants dels tancs. La torreta ofereix protecció contra els impactes de projectils enemics i el clima, condicions i ambient on l'arma o la seva tripulació opera.

## Etimologia
El terme torreta, és un diminutiu de torre. L'ús en referència a torretes d'artilleria comença el 1862 en referència a una torre artillada baixa i plana en un vaixell de guerra, més tard se n'estendria la denominació als tancs.

## Vaixells de guerra

### Història

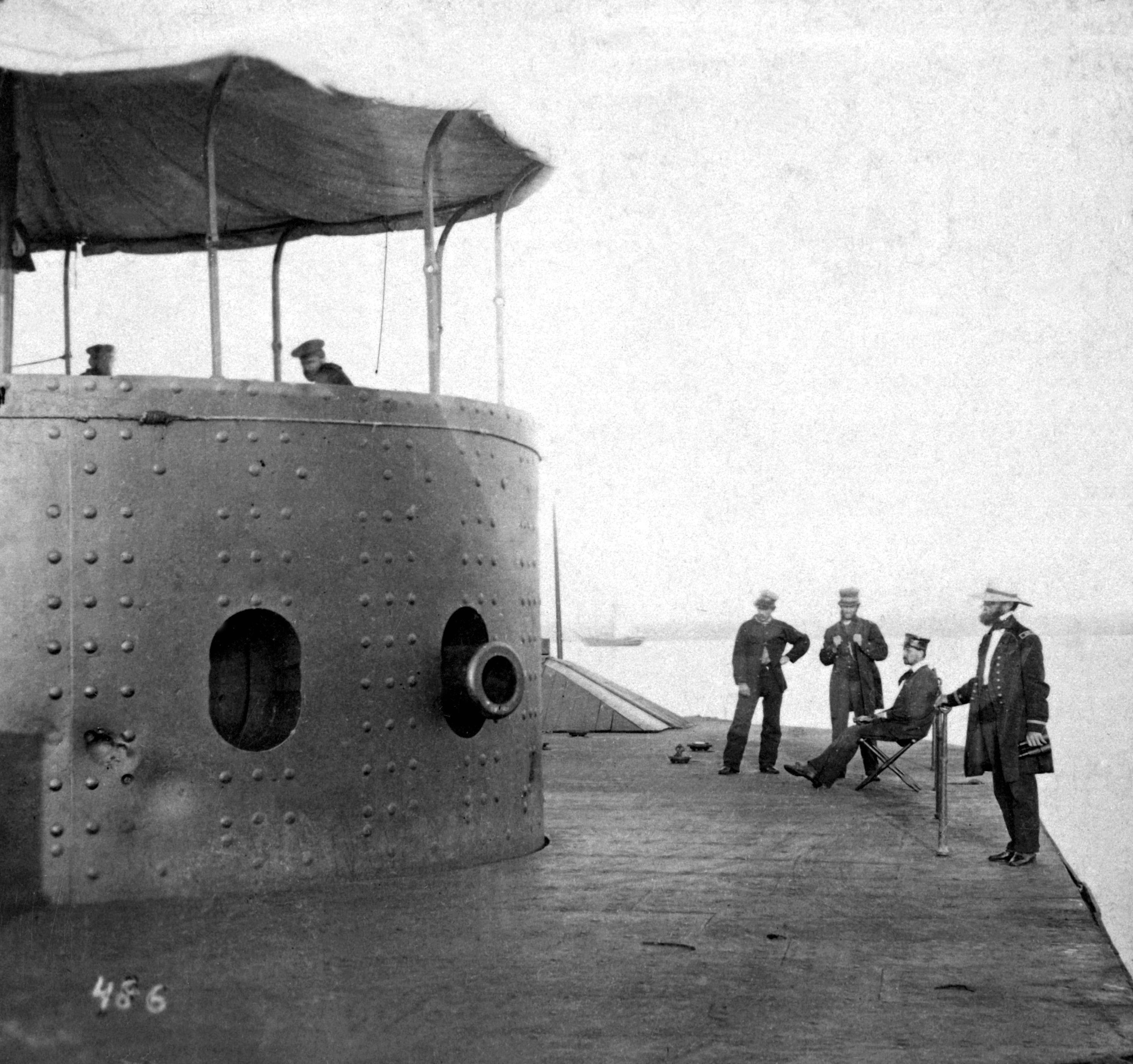
L'USS Monitor mostrant la seva única torreta.

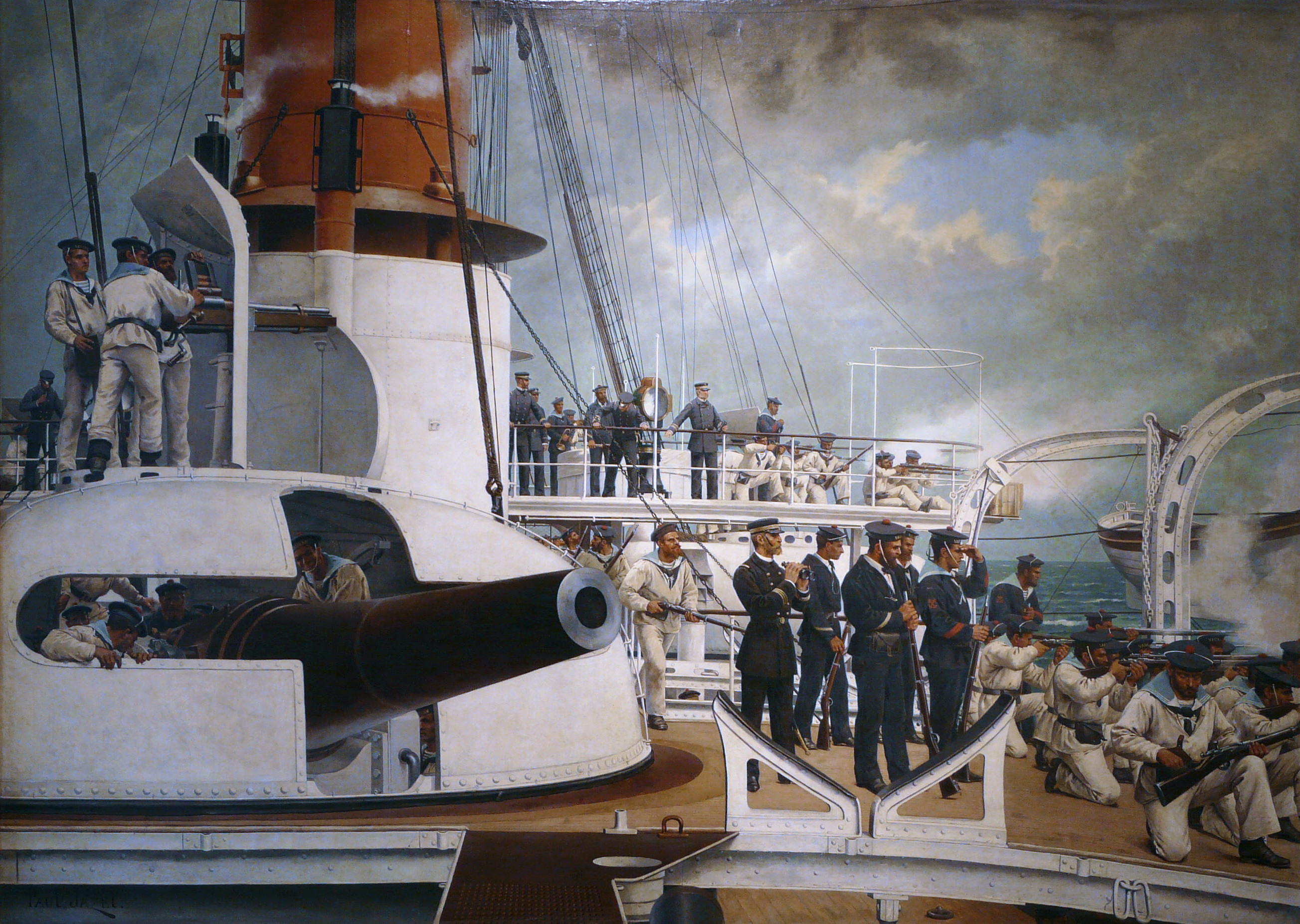
Canó i barbeta del vaixell de guerra francèsVauban.

Abans del desenvolupament de canons de gran calibre, a mitjan segle xix, els dissenys d'embarcacions de combat comptaven amb fileres de canons amb ambdós cantons de la nau. La potència de foc la proporcionava el gran nombre de canons disparant alhora, però tenien clares limitacions de precisió i abast. Així cada canó tan sols podia cobrir un petit angle de tir. El gran augment en el calibre dels canons va suposar que fossin molt més llargs i pesats i cada vaixell en podia muntar pocs, degut a problemes de desplaçament i d'inestabilitat que causaven. En aquest context les torretes van suposar una gran innovació, ja que permetien (almenys les disposades a proa i popa) utilitzar els mateixos canons en un angle de tir molt major, permetent disparar a ambdós costats de l'embarcació. Al mateix temps proporcionaven protecció a la tripulació que servia l'arma.
Un dels primers dissenys de vaixell amb torreta va ser l'USS  Monitor , que transportava dos canons d'avantcàrrega en una estructura blindada
totalment rotatòria i en forma de tambor. Això suposava una important innovació respecte al disseny blindat usual del moment anomenat de "barbeta", que tan sols consistia en un blindatge estàtic amb solcs pel qual es podia apuntar i moure els canons (oferint menor protecció). En dissenys posteriors es va desenvolupar una porció blindada que reposava sobre el canó i el sortint de la barbeta, creant el terme de "barbeta coberta" que sobreposava els 2 blindatges.
L'ús de torretes es va demostrar molt efectiu i continuà el seu desenvolupament durant el segle xx. El desenvolupament de grans cuirassats (inspirats per l'HMS Dreadnought) seguien un patró amb immenses torretes que albergaven l'artilleria principal permeten encarar tots els canons cap al mateix objectiu. Aquesta tendència ja s'havia generalitzat a la Segona Guerra Mundial. En el cuirassat de l'època el calibre de l'armament principal emprat en les torretes era típicament canons de 12 fins a 18 polzades (d'uns 300 a 450 mm). L'armament secundari constava de canons de calibre proper a les 6 polzades (150 mm). Els vaixells més petits muntaven canons de calibre de 3 a 6 polzades (d'uns 75 a 150 mm).

Animació que mostra el disseny i el funcionament d'una torreta de cuirassat britànic de la Segona Guerra Mundial.

### Disseny
En terminologia naval tan sols s'anomena torreta si el conjunt pot rotar completament i té una base que travessa la coberta. La part giratòria de la torreta s'anomena casamata, on s'ubiquen i operen els canons, aquesta es troba sobre un rodaments que en permeten el moviment. Sota la casamata hi ha la sala de treball on s'ubiquen diversos mecanismes que en permeten l'operació i la recàrrega de la munició. Els muntacàrregues permeten el transport munició i les càrregues impulsores des de la santabàrbara, sovint sota la línia de flotació, fins als canons.

### Torretes modernes
A partir dels anys 50 del segle XX el valor de l'artilleria naval disminuir molt, superat per l'aviació naval i el desenvolupament dels míssils. Per això la majoria d'embarcacions de combat modernes tan sols compten amb un canó de menor calibre, més ràpids i compactes, d'uns 75 a 150 mm. Aquests s'ubiquen el torretes altament automatitzades, amb cobertes no blindades compostes per fibra de vidre i materials compostos.

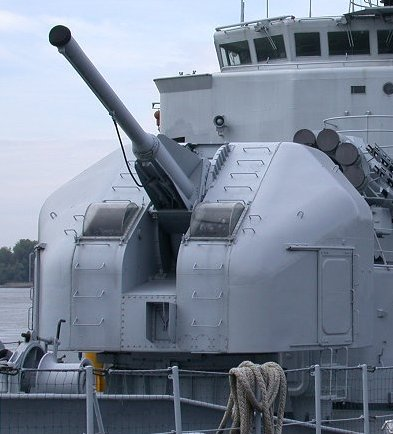
Una torreta d'artilleria moderna, que és operada de forma remota. Sovint la recarrega de munició també es fa de forma automatitzada.

### Denominació
Als vaixells de guerra cada torreta s'identifica amb un codi. Existeixen diverses convencions en funció dels països i les marines:
- Britànic, utilitzat per la Royal Navy: s'anomenen "A", "B", "C", etc. les torretes de davant del pont de comandament, de proa a popa. I s'anomenen amb les lletres del final de l'alfabet ("X", "Y", "Z", etc.) les de darrere del pont de comandament situades a la popa del vaixell. Els muntatges a la meitat del vaixell s'anomenen "P", "Q", "R", etc. Una excepció és l'HMS Agincourt (1913), on es van anomenar segons els dies de la setmana: "Monday", "Tuesday"(...) fins a "Sunday".
- Alemany: "A," "B," "C," "D," "E" anant cap enrere des de proa a popa. Usualment s'utilitzava l'alfabet fonètic es va usar per anomenar-les: "Anton", "Bruno", "Caesar," "Dora" com en el cas del cuirassat  Bismarck .

## Fortificacions de terra

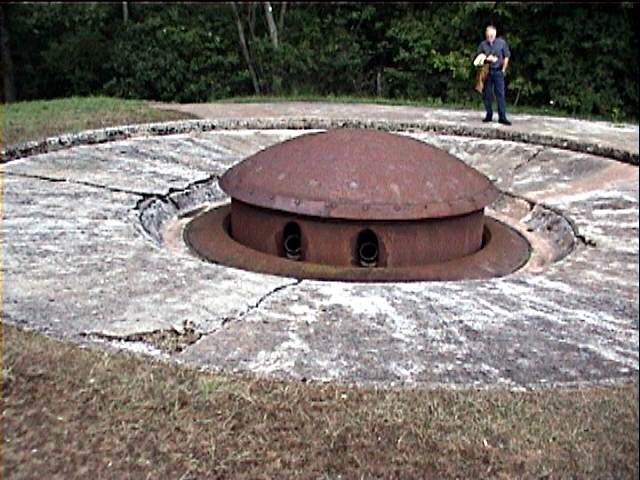
Torreta de la Línia Maginot.

Les torretes també s'han utilitzat en fortificacions i defenses terrestres, com la famosa Línia Maginot, una xarxa de fortificacions localitzada a la frontera entre França i Alemanya. També s'han emprat particularment en estructures d'artilleria costanera com el Fort Drum, anomenat el "cuirassat de formigó", a prop de l'Illa de Corregidor a les Filipines.
Aquesta classe d'estructures també van ser utilitzades als camps de batalla de la Segona Guerra Mundial, es realitzava utilitzant torretes de carros de combat inutilitzats o fins i tot enterrant directament tancs per mostrar tan sols la torreta (amb major blindatge).

## Avions
Els avions poden muntar torretes en diversos llocs:
- "Dorsal" - sobre el fuselatge
- "Ventral" - sota el fuselatge
- "Cua" - al final del fuselatge
- "Frontal" - al capdavant del fuselatge
- "Lateral" - a un costat del fuselatge
- "Alar" - en les ales de l'aeronau

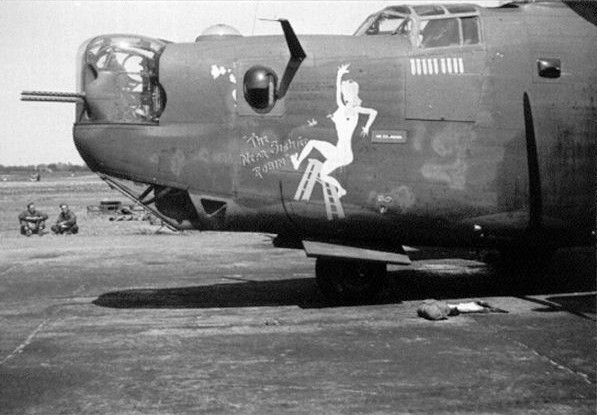
Torreta frontal d'un B-24 Liberator.
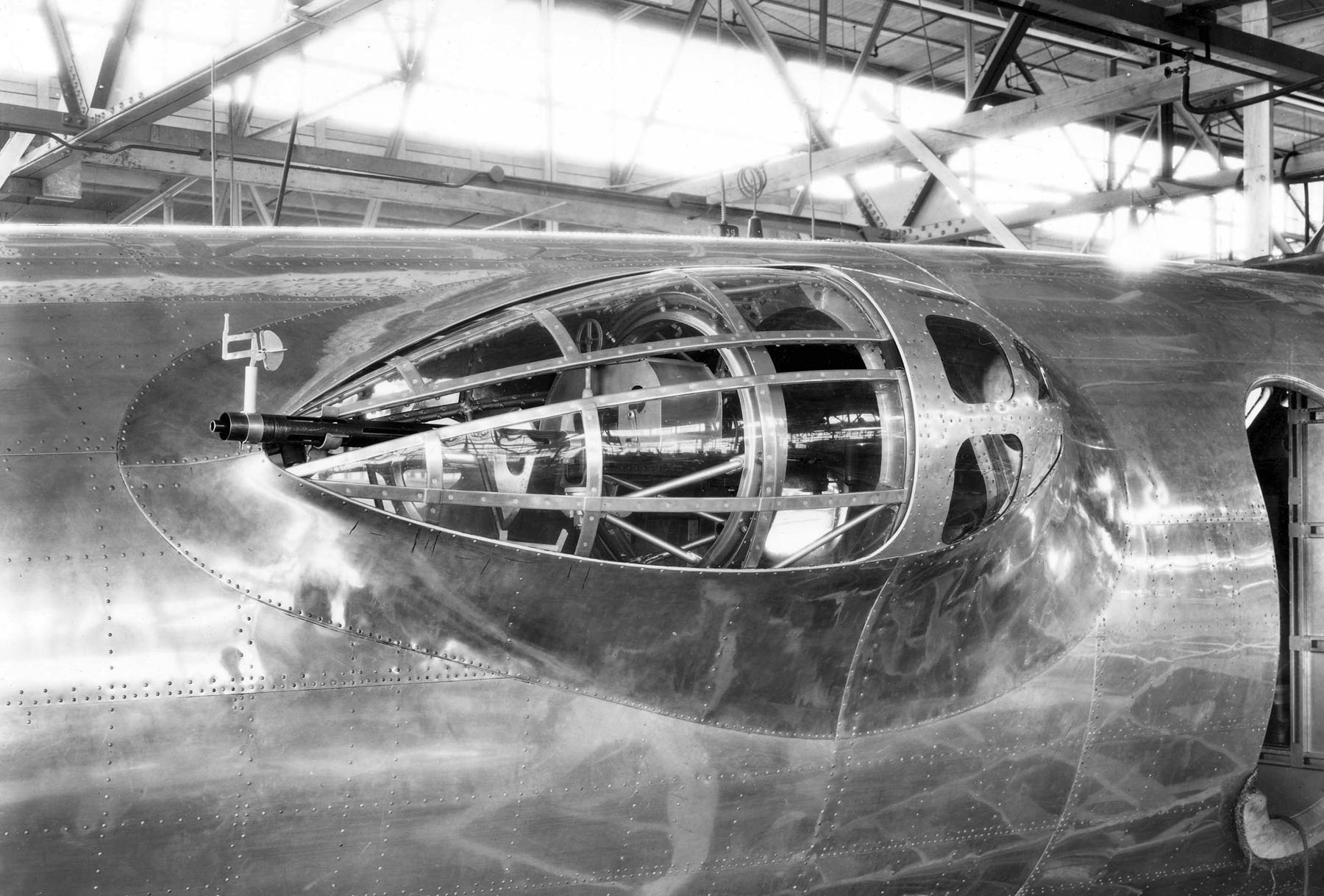
Torreta lateral en el prototip de l'B-17.
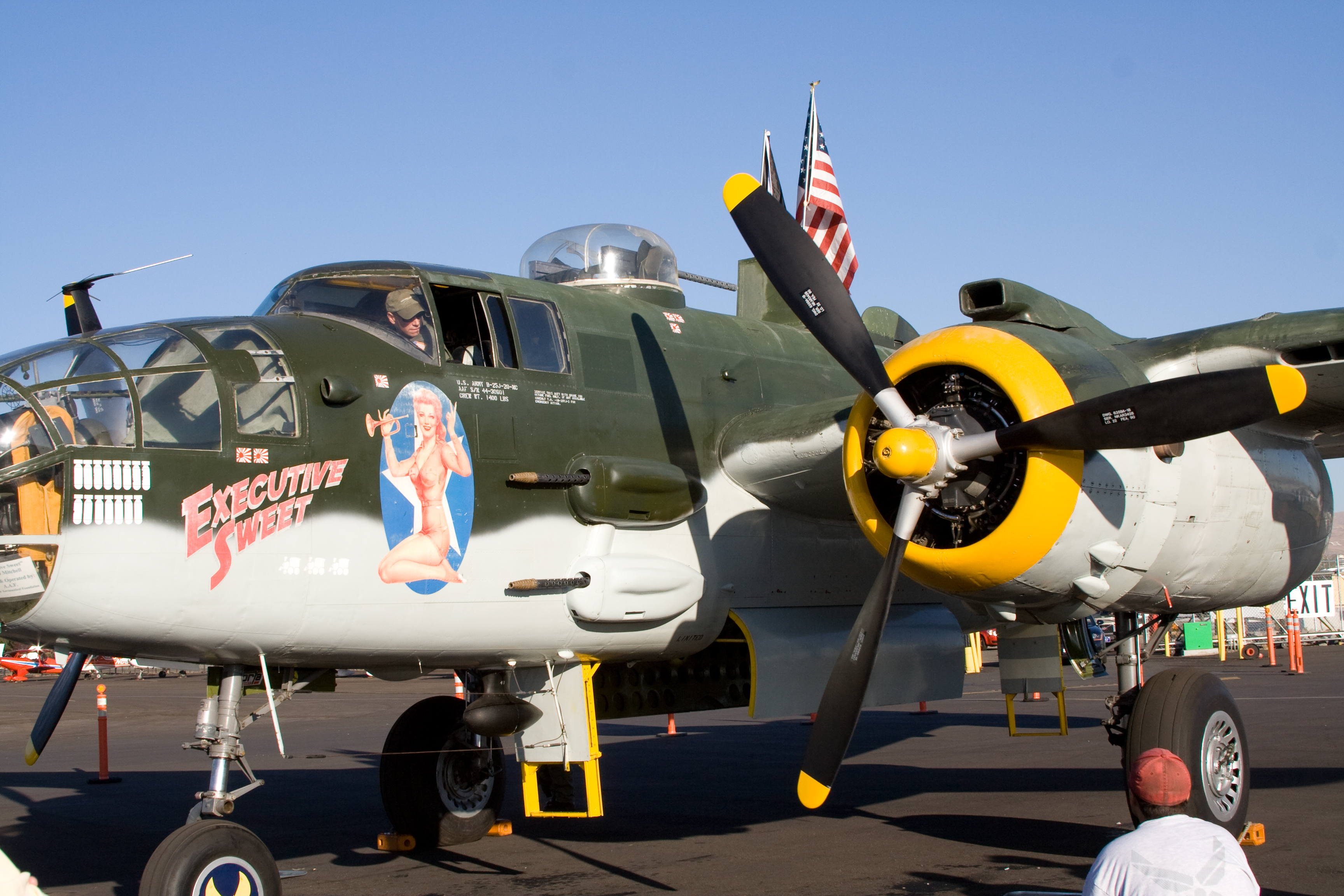
Torreta dorsal d'un B-25 Mitchell.
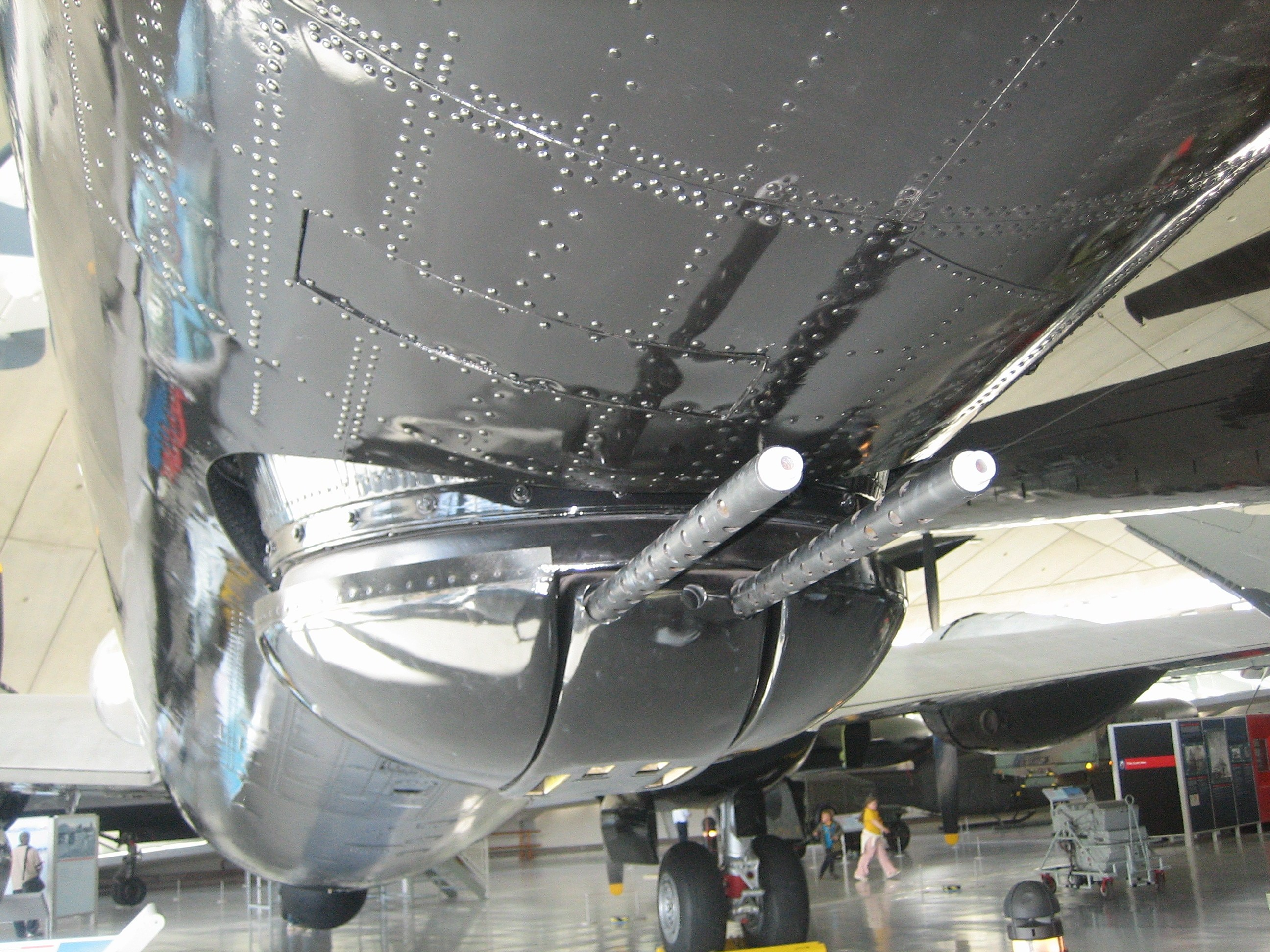
Torreta ventral d'un B-29.
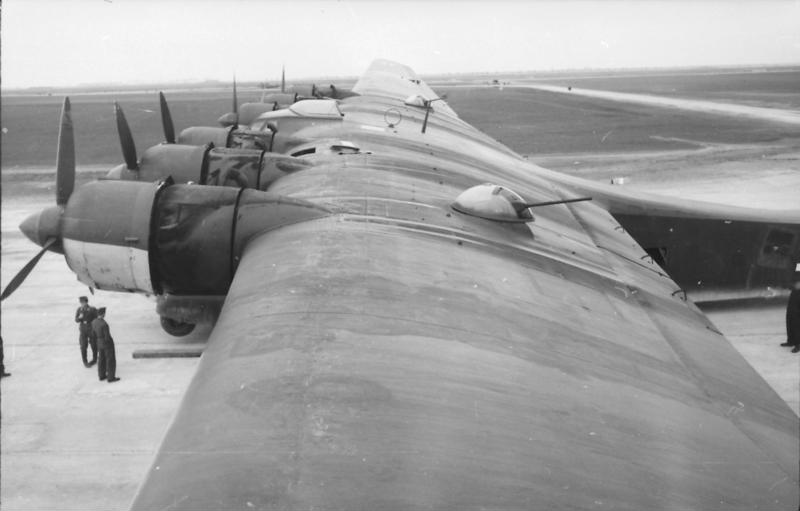
Torretes alars d'un Me 323.
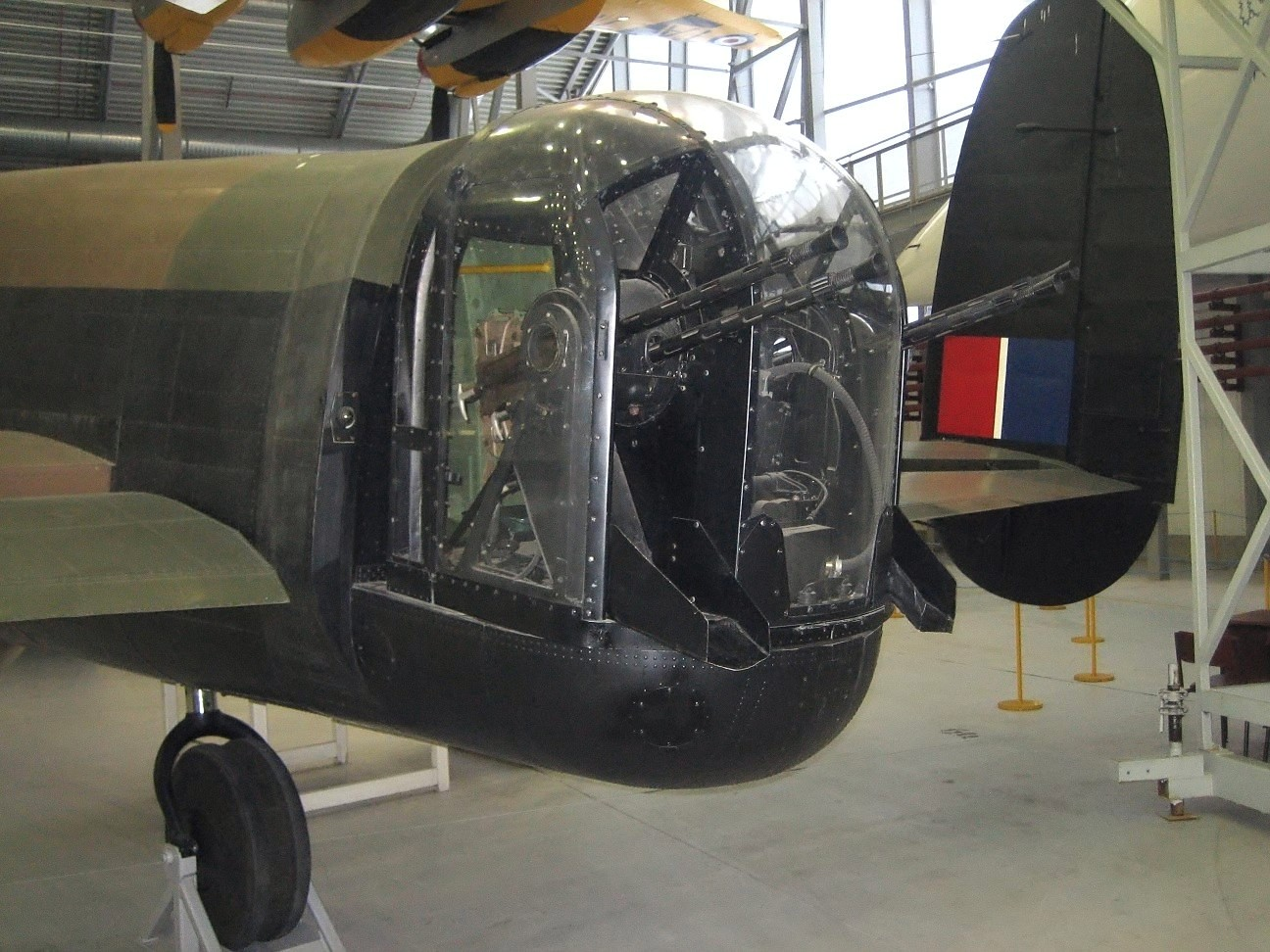
Torreta de cua d'un Avro Lancaster.

## Vehicles blindats

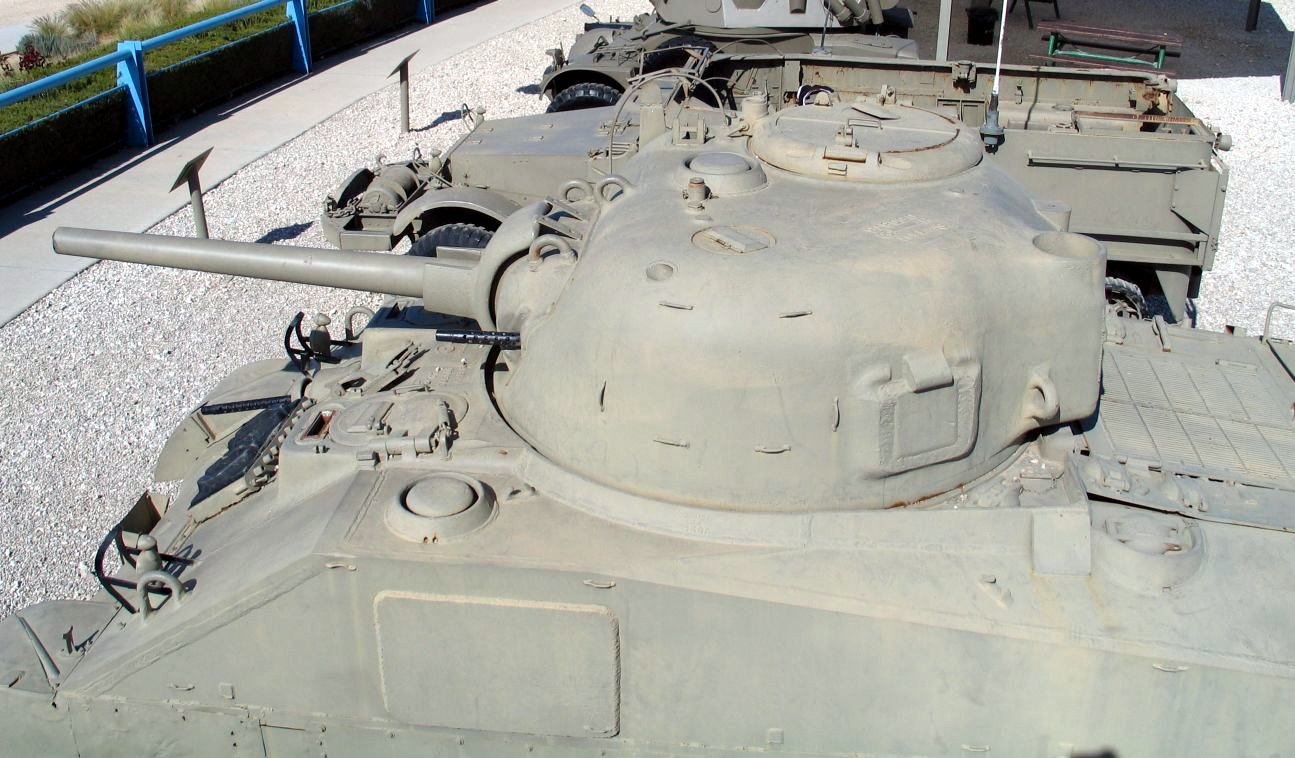
Torreta d'un M4 Sherman, amb el seu canó de 75 mm.

Les torretes dels tancs van ser introduïdes cap al final de la Primera Guerra Mundial amb el tanc lleuger Renault FT-17. L'armament principal d'aquest tanc estava disposat en una torreta capaç de rotar 360°. Aquesta disposició va esdevenir l'estàndard emprat en la majoria de carros de combat i diversos canons autopropulsats. A la dècada de 1930 es van produir diversos tancs multi-torreta, com el Vickers A1E1 Independent britànic i el T-35 soviètic. Els tancs d'aquest tipus que van ser emprats en combat durant les primeres etapes de la Segona Guerra Mundial però van demostrar ser pesats i lents per la qual cosa el seu disseny va ser ràpidament descartat. També existeixen tancs sense torretes, amb l'armament principal muntat al xassís o més freqüentment en una casamata que formava part del xassís. Aquesta disposició era habitual en caçacarros i va ser àmpliament utilitzada pels alemanys i els soviètics durant la Segona Guerra Mundial. Malgrat que aquest disseny va caure en desús després de la guerra, el tanc suec Stridsvagn 103 representa una notable excepció.
En els tancs moderns, la torreta està blindada per protegir la tripulació i pot efectuar un gir complet de 360 graus portant un sol canó, de calibre situat entre els 105 mm i 125 mm. En els models més vells, s'emprava una metralladora coaxial com telèmetre per apuntar el canó. En els tancs moderns, la torreta alberga tota la tripulació a excepció del conductor - dos o més tripulants, habitualment el comandant, l'artiller i de vegades un carregador. També alberga la major part de l'electrònica del vehicle, com l'ordinador de càlcul de tir, el sistema de control de tir, les ràdios, els visors infraroigs nocturns i les mires. Sobre la torreta es poden muntar metralladores o canons automàtics com a defensa antiaèria contra helicòpters d'atac i avions d'atac a terra.
En un vehicle de combat d'infanteria la torreta pot ser equipada amb diversos tipus d'armament en funció del seu rol. Alguns vehicles de combat d'infanteria poden dur armes de calibre petit, un canó automàtic, un llançamíssils antitancs o una combinació d'aquestes armes. Els moderns canons autopropulsats porten una gran peça d'artilleria, però està menys protegida, ja que té menys blindatge. Els vehicles més lleugers poden tenir una torreta per a un sol tripulant, armada amb una metralladora.

## Nota
1. ↑  Williamson Murray; Allan R. Millett. La guerra que había que ganar.  Editorial Critica, octubre 2003, p. 664–. ISBN 9788484323235 [Consulta: 20 juliol 2011].
2. ↑  «Gun turret». Online Etymology Dictionary.   Douglas Harper. [Consulta: 21 agost 2013].